# آلاردایس نیکول
آلاردایس نیکول (انگلیسی: Allardyce Nicoll; ۲۸ ژوئن ۱۸۹۴ – ۱۷ آوریل ۱۹۷۶) منتقد ادبی، آموزگار، و بازیگر اهل بریتانیا بود.